# 北野晴矢
北野 晴矢（きたの せいや、1997年8月2日 - ）は、大分県速見郡日出町出身のサッカー選手。ポジションはフォワード。

## 来歴
大分県出身で、少年サッカークラブのスマイス・セレソンでサッカーを始めた。スマイス・セレソンU-15在籍時の2012年にはU-16日本代表候補の合宿メンバーに選出された。中学卒業後に大分を離れ、名古屋グランパスU18に入団。3年次の2015年にはプレミアリーグWESTで得点ランキング4位となる10ゴールを記録し、チームのプレミア残留に貢献した。
2016年よりポーランド1部のポゴニ・シュチェチンへ加入。加入直後は4部所属のポゴニ・シュチェチンⅡでプレーしたが、2016年7月のヴィスワ・クラクフ戦でトップチームデビューを果たすとその後は出場機会を伸ばし、8月20日のピアスト・グリヴィツェ戦にてリーグ戦初得点をマークした。
2017年8月、ポゴン・シェドルツェに期限付き移籍。2018年にポゴニ・シュチェチンへ復帰し、同年7月に再びポゴニ・シュチェチンⅡ登録となった。
2019年1月、ラトビアリーグ2部相当のFKアウダに移籍。2020年1月にFKアウダを退団した。

## 所属クラブ
- スマイス・セレソンU-12
- スマイス・セレソンU-15
- 2013年 - 2015年12月 名古屋グランパスU18（東海学園高等学校[1]）
- 2015年12月 - 2018年 MKSポゴニ・シュチェチン
  - 2015年12月 - 2016年7月 MKSポゴニ・シュチェチンⅡ
  - 2017年8月 - 2018年2月 MKPポゴン・シェドルツェ（期限付き移籍）
  - 2018年7月 - 12月 MKSポゴニ・シュチェチンⅡ
- 2019年 - 2020年1月 FKアウダ